# La vita del rapper
La vita del rapper è un EP del gruppo musicale italiano Lyricalz, pubblicato nel 1998.

## Tracce
1. La vita del rapper
2. Non smetto (Remix)
3. Per diventare uomo
4. Forse no